# Addington (ancienne circonscription fédérale)
Pour les articles homonymes, voir Addington.
Addington fut une circonscription électorale fédérale de l'Ontario, représentée de 1867 à 1904.
C'est l'Acte de l'Amérique du Nord britannique de 1867 qui créa le district électoral d'Addington. Abolie en 1903, elle fut fusionnée à la circonscription de Lennox pour créer la nouvelle circonscription de Lennox et Addington.

## Géographie
En 1867, la circonscription d'Addington comprenait:
- Le comté d'Addington
  - Les cantons de Camden, Portland, Sheffield, Hinchinbrooke, Kaladar, Kennebec, Olden, Oso, Angelsea, Barrie, Clarendon, Palmerston, Effingham, Abinger, Miller, Canonto, Denbrigh, Loughborough et Bedford

En 1882, le canton d'Ashby fut ajouté à la circonscription.

## Députés
1. 1867-1872 — James Noxon Lapum, CON
2. 1872-1878 — Schuyler Shibley, L-C
3. 1878-1882 — John McRory, CON
4. 1882-1891 — John W. Bell, CON
5. 1891-1896 — George W. Dawson, PLC
6. 1896-1901 — John W. Bell, CON (2)
7. 1901-1904 — Melzar Avery, CON

- CON = Parti conservateur du Canada (ancien)
- L-C = Parti libéral-conservateur
- PLC = Parti libéral du Canada